# Georg von Schmerfeld
Georg Schmerfeld, seit 1817 von Schmerfeld, (* 18. März 1759 in Kassel; † 21. Dezember 1823 ebenda) war ein deutscher Jurist, Verwaltungsbeamter und Staatsmann im Dienste der Landgrafen bzw. Kurfürsten von Hessen-Kassel.

## Herkunft
Georg Schmerfeld entstammte einer Familie aus dem niederhessischen Bürgertum hervorgegangener Staatsdiener. Er war der einzige Sohn von Johann David Schmerfeld (1707–1774), Hessen-Kasseler Kammerbuchhalter und Rat an der Kriegs- und Domänenkammer, und dessen Frau Marianne von Borries (1726–1759).

## Werdegang
Nach Jurastudium in Marburg und Göttingen wurde er 1779, als gerade 20-Jähriger, Assessor an der sog. Französischen Justizkanzlei in Kassel. Er zeichnete sich durch juristischen Sachverstand, organisatorisches Talent und virtuoses Geigenspiel aus. Nach fünf Jahren in dieser Position wurde er Richter und Rheinzoll-Erheber in St. Goar. Von 1788 bis 1792 war er Reservatenkommissar für die Niedergrafschaft Katzenelnbogen in St. Goar, dem die Wahrnehmung der hessen-kasselschen Hoheitsrechte und Kirchengewalt in diesem Teil der Landgrafschaft oblag. Danach wurde er Oberschultheiß und Vorsitzender des Landgerichts in Kassel. 1804 wurde er Geheimer Rat und Vorstand der Geheimen Landkanzlei; damit gelangte er in das unmittelbare Umfeld des Landgrafen Wilhelm IX., der 1803 zum Kurfürsten Wilhelm I. avancierte.
Nach des Kurfürsten Flucht aus Kassel im Spätherbst 1806 blieb Schmerfeld zunächst in Kassel, um mit den einmarschierten Franzosen zu verhandeln. 1809 war er einer der wichtigen Mitverschwörer am Dörnbergschen Aufstand 1809 gegen das Regime des von Napoléon Bonaparte eingesetzten Königs Jérôme von Westphalen, ging aber nach dessen Misslingen nach Prag zum Kurfürsten ins dortige Exil.
Nach der Restituierung des Kurfürstentums 1813 berief Kurfürst Wilhelm vornehmlich Männer in leitende Positionen seiner Regierung, die mit ihm im Exil in Prag gewesen waren. Einer der ersten unter diesen war Georg Schmerfeld, der Geheimer Staatsminister für Inneres und Justiz und auch Regierungspräsident in Kassel, Leiter der Geheimen Kanzleien und Mitglied der Kabinettskassendirektion wurde. Er galt als ungemein integer und, im Gegensatz zu den meisten seiner Kollegen, beteiligte sich wohl nicht an der hemmungslosen Günstlingswirtschaft und persönlichen Bereicherung, die in Hessen-Kassel um sich griff. Im Oktober 1815 berief ihn der Kurfürst in die vierköpfige Kommission, die im Dezember 1815 den in vieler Hinsicht fortschrittlichen und zukunftsweisenden ersten Verfassungsentwurf für Kurhessen vorlegte.
Schmerfeld wurde 1817 in den Adelsstand erhoben und genoss auch in den ersten Jahren der Regierung des Kurfürsten Wilhelm II. ab 1821 noch hohes Ansehen. Er war ein führendes Mitglied der Kasseler Freimaurerszene, und seinem Einfluss war es zu verdanken, dass die Logen in Kurhessen nach 1813 nicht verboten wurden.

## Familie
Georg Schmerfeld heiratete im Jahre 1787 Friederike Charlotte Gissot (1764–1821), eine Tochter des landgräflichen Leibarztes und Kammerherrn Jean Gissot (1728–1798). Die Ehe blieb kinderlos.
Das monumentale Grabmal auf dem Altstädter Friedhof in Kassel wurde von  Daniel Engelhard gestaltet.